# Werwörter
Werwörter, englischer Originaltitel Werewords, ist ein Partyspiel des Spieleautors Ted Alspach, das im Jahr 2017 zuerst bei dem Verlag Bézier Games erschienen ist und danach auch international veröffentlicht wurde. 2019 erschien es in einer deutschsprachigen Version beim  Ravensburger Spieleverlag  und im Mai 2019 wurde es gemeinsam mit den Spielen Just One und Lama zum Spiel des Jahres nominiert.

## Thema und Ausstattung
Werwörter ist ein semi-kooperatives Partyspiel, das auf dem bekannten Rollenspiel Die Werwölfe von Düsterwald aufbaut und dies mit einem Wortfindungsspiel kombiniert. Wie bei Werwölfe spielen die Mitspieler in zwei Parteien, den Dorfbewohnern, unter denen sich auch der Bürgermeister und die Seherin befinden, und den Werwölfen, und verfolgen unterschiedliche Ziele: Die Dorfbewohner wollen versuchen, die Werwölfe zu finden, und die Werwölfe suchen die Seherin, die als einzige neben dem Bürgermeister ein Geheimwort kennt, mit dem sie auffindbar sind. Die Gruppe, die ihr Ziel zuerst erreicht, gewinnt das Spiel.
Das Spielmaterial besteht neben einer Spielanleitung aus 14 Rollenkarten, davon ein Bürgermeister, drei Dorfbewohner, zwei Freimaurer, vier Dorfbewohnerinnen, eine Seherin, eine Wahrsagerin und zwei Werwölfe sowie 48 Antwort-Markern, davon 35 mit „Ja“ und „Nein“, zehn mit „Vielleicht“, und jeweils einer mit „Nah dran“, „Falsche Fährte“ und „Richtig“. Zudem wird das Spiel durch eine Mobile App unterstützt, die den Spielverlauf vorgibt und auf eine Datenbank mit etwa 10.000 Begriffen zurückgreift, um das Zauberwort zu bestimmen.

## Spielweise
Wie bei ähnlichen Spielen werden auch bei Werwörter vor dem Spiel die jeweiligen Rollen der Mitspieler verteilt. Dabei gibt es im Basisspiel abhängig von der Anzahl der Mitspieler einen oder zwei Werwölfe, einen Bürgermeister, eine Seherin und eine wechselnde Anzahl Dorfbewohner. Bei auf dem Basisspiel aufbauenden Szenarien können weitere spezifische Rollen hinzukommen. Die notwendigen Rollenkarten werden mit einer Dorfbewohnerkarte mehr als Mitspieler gemischt und jeder bekommt eine Karte, die übrig gebliebene Rolle wird in die Tischmitte gelegt; nach der Verteilung ist jedem seine Rolle bekannt. Der Bürgermeister deckt seine Karte auf und offenbart sich entsprechend, er sieht sich danach die übrig gebliebene Karte an und bekommt diese als zweite, geheime, Rolle zugewiesen. Er bekommt zudem alle 48 Antwort-Marker sowie das Mobilgerät mit der App.
Nachdem der Bürgermeister auf der App das Spiel gestartet hat, beginnt das Spiel mit einer Nachtphase, bei der alle Spieler ihre Augen schließen. Die App ruft nacheinander verschiedenen Rollen auf, die ihre vorgegebenen Rollen erfüllen:
- Der Bürgermeister sucht in der Nacht das geheime Zauberwort aus. Am Tag muss er die Fragen der anderen Dorfbewohner mit Hilfe der Antwort-Marker beantworten, darf dabei jedoch nicht sprechen. Da der Bürgermeister eine zweite geheime Rolle hat, verhält er sich bei der Beantwortung der Fragen entsprechend und darf auch lügen.
- alle Dorfbewohner schlafen die Nacht durch und bekommen von der Suche nach dem Zauberwort nichts mit. Am Tag versuchen die Dorfbewohner durch die Befragung des Bürgermeisters, das Zauberwort zu erraten.
- die Seherin darf sich in der Nacht das Zauberwort ansehen und am Tag als Dorfbewohnerin auch Fragen stellen, um die anderen Dorfbewohner auf die richtige Fährte zu leiten.
- auch der Werwolf darf sich in der Nacht das Zauberwort ansehen und am Tag als Dorfbewohner auch Fragen stellen. Dabei versucht er, die Seherin zu identifizieren und die Dorfbewohner auf eine falsche Fährte zu leiten.

Nach der Nacht öffnen alle Mitspieler ihre Augen und beginnen mit der Befragung des Bürgermeisters, der entsprechend mit seinen Markern antwortet. Die Spieler stellen dabei vor allem Ja/Nein-Fragen, da der Bürgermeister nicht reden darf. Die App gibt die verfügbare Zeit vor und wenn diese abgelaufen ist, der letzte Antwort-Marker genutzt wurde oder ein Spieler das korrekte Zauberwort erraten hat, endet der Tag.
Danach kommt es in allen Fällen zur Diskussion und Abstimmung:
- Haben die Dorfbewohner das Zauberwort nicht herausbekommen, stimmen sie darüber ab, wer in dem Spiel der Werwolf war. Jeder Spieler zeigt gleichzeitig auf einen Mitspieler und der oder die Spieler mit den meisten Stimmen decken ihre Rollenkarten auf. Handelt es sich dabei um den Werwolf, hat die Dorfgemeinschaft das Spiel gewonnen und vertreibt den Werwolf, ansonsten gewinnt der Werwolf.
- Haben die Dorfbewohner das Zauberwort herausbekommen, versucht der Werwolf, die Seherin zu bestimmen. Gelingt ihm dies, hat er gewonnen. Gelingt es ihm nicht, gewinnt die Dorfgemeinschaft und die Seherin kann ihn durch das Zauberwort bannen.

## Versionen und Rezeption
Das Spiel Werwörter wurde von dem Spieleautor Ted Alspach auf der Basis des Spiels Die Werwölfe von Düsterwald entwickelt und 2017 von Bézier Games veröffentlicht. 2018 erschien das Spiel bei dem chinesischen Verlag GoKids 玩樂小子, 2019 zudem in einer koreanischen Version bei Popcorn Games und einer deutschsprachigen Version beim Ravensburger Spieleverlag.
Das Spiel wurde auf mehreren Plattformen positiv bewertet. So bezeichnete es der Spielekritiker Udo Bartsch in seinem Blog „Rezensionen für Millionen“ als „außerordentlich“.
Im Mai 2019 wurde Werwörter gemeinsam mit den Spielen Lama und Just One zum Spiel des Jahres nominiert. Die Jury begründet ihre Einschätzung wie folgt:

„Das bekannte Werwölfe-Spielprinzip mit geheimen Charakterrollen fasziniert seit vielen Jahren. In Werwörter hat Autor Ted Alspach es nun kongenial verknüpft mit einem Ratespiel. Dass hier manche Spieler zur Vertuschung ihrer Identität scheinbar ahnungslos nach der Lösung fragen müssen, die sie längst kennen, klingt auf den ersten Blick absurd, erweist sich aber als fabelhafter Kniff. Phänomenal, wie viel Spielspaß in fünf Minuten möglich sein kann.“

## Belege
1. 1 2 3 4 5  Spielanleitung Werwörter, Ravensburger 2019
2. ↑  Werwörter, Versionen bei BoardGameGeek. Abgerufen am 23. Juni 2019.
3. ↑  Udo Bartsch: Werwörter Rezension auf „Rezensionen für Millionen“, 13. Juni 2019; abgerufen am 23. Juni 2019.
4. 1 2  Werwörter auf der Website des Spiel des Jahres e.V.; abgerufen am 23. Juni 2019.